# جوسيف فوكس
جوسيف فوكس (بالإنجليزية: Josef Fuchs)‏ (و. 1948  م) هو درّاج، سويسري.

## سباقات أو مراحل فاز بها
| التاريخ        | السباق                                                        | المركز                                          |
| -------------- | ------------------------------------------------------------- | ----------------------------------------------- |
| 01 يناير 1972  | 1972 Switzerland National Road Cycling Championships - Men RR | الفائز في التصنيف العام                         |
| 17 مارس 1972   | تيرينو ادرياتيكو 1972                                         | الثاني في التصنيف العام                         |
| 29 أبريل 1972  | جيرو دي توسكانا 1972                                          | الفائز في التصنيف العام                         |
| 24 يونيو 1973  | 1973 Switzerland National Road Cycling Championships - Men RR | الفائز في التصنيف العام                         |
| 16 مارس 1974   | تيرينو ادرياتيكو 1974                                         | الرابع في التصنيف العام                         |
| 01 يناير 1975  | 1975 Switzerland National Road Cycling Championships - Men RR |                                                 |
| 04 مايو 1975   | 1975 Züri-Metzgete                                            | التاسع في التصنيف العام، التاسع في تصنيف النقاط |
| 11 مايو 1975   | طواف روماندي 1975                                             | الثاني في التصنيف العام                         |
| 20 يوليو 1975  | سباق طواف فرنسا 1975                                          | الثامن في التصنيف العام                         |
| 09 أبريل 1976  | طواف إقليم الباسك 1976                                        | المرتبة 12 في التصنيف العام                     |
| 17 مارس 1977   | تيرينو ادرياتيكو 1977                                         | الخامس في التصنيف العام                         |
| 01 يناير 1978  | 1978 Switzerland National Road Cycling Championships - Men RR |                                                 |
| 01 يناير 1979  | Grand Prix de Lugano 1979                                     |                                                 |
| 25 أكتوبر 1980 | 1980 Trofeo Baracchi                                          |                                                 |
| 01 يناير 1981  | غران بريمو دي لوغانو 1981                                     | الفائز في التصنيف العام                         |
| 19 أبريل 1981  | لييج-باستون-لييج 1981                                         | الفائز في التصنيف العام                         |

## روابط خارجية
- جوسيف فوكس على موقع أرشيف الدراجات (الإنجليزية)
- جوسيف فوكس على موقع إحصائيات الدراجات الإحترافية (الإنجليزية)
- جوسيف فوكس على موقع CycleBase (الإنجليزية)